# Pseudophoxinus maeandricus
Espèce
Synonymes
- Acanthorutilus maeandricus Ladiges, 1960[2] [3]
- Acanthorutilus meandricus Ladiges, 1960[3]

Statut de conservation UICN

 CR B1ab(i,ii,iii,iv,v) : 
En danger critique
Pseudophoxinus maeandricus (Menderes brook minnow ou Sandıklı spring minnow en anglais) est un poisson d'eau douce de la famille des Cyprinidae.

## Répartition
Pseudophoxinus maeandricus est endémique de Turquie. Elle se rencontre dans la Karadirek Çayı dans les environs de Sandıklı.

## Description
La taille maximale connue pour Pseudophoxinus maeandricus est de 79 mm. Cette espèce préfère les cours d'eau et les marais à végétation dense.

## Étymologie
Son nom spécifique composé de maeandr et du suffixe latin -icus, « qui appartient », lui a été donné en référence au lieu de sa découverte, les environs du fleuve Büyük Menderes.

## Publication originale
- Ladiges, 1960 : Süßwasserfische der Türkei, I. Teil Cyprinidae. Mitteilungen aus dem Hamburgischen Zoologischen Museum und Institut, vol. 58, p. 105-150[6].